# Neonazismo no Canadá

Bandeira da organização neo-nazista canadense White Boy Posse. O grupo utiliza a Bandeira de Guerra do Reich da Alemanha Nazista.

Neo-nazismo (em francês: le Néonazisme) é a ideologia pós-Segunda Guerra Mundial que promove a supremacia branca e, especificamente, o antissemitismo. No Canadá, o neo-nazismo existe como uma ramificação da extrema-direita e tem sido fonte de considerável controvérsia por mais de 50 anos.

## História
O estabelecimento do neo-nazismo no Canadá tem suas raízes na ascensão de organizações supremacistas brancas, como a Ku Klux Klan, que se expandiu para o Canadá (especificamente para as Pradarias) na década de 1920. Contudo, à medida que Adolf Hitler assumia o controle da Alemanha nas décadas de 1930 e 1940, o Adrien Arcand e seu Partido Nacional Social Cristão dominaram a frente supremacista branca. Após a Segunda Guerra Mundial, o racismo e o nazismo perderam popularidade, e os movimentos supremacistas brancos de extrema-direita ficaram em segundo plano. O neo-nazismo contemporâneo no Canadá começou com a formação do Partido Nazista Canadense em 1965. Nas décadas de 1970 e 1980, o neo-nazismo continuou a se espalhar à medida que organizações, incluindo o Partido da Guarda Ocidental e a Igreja do Criador, promoviam ideais supremacistas brancos. O neo-nazismo no Canadá foi revitalizado em 1989 com a instituição da organização Frente do Patrimônio e com o aumento da popularidade da música skinhead. Entretanto, controvérsias e dissidências levaram muitas organizações neo-nazistas canadenses à dissolução ou ao enfraquecimento nos últimos anos.

## Líderes influentes

### Adrien Arcand

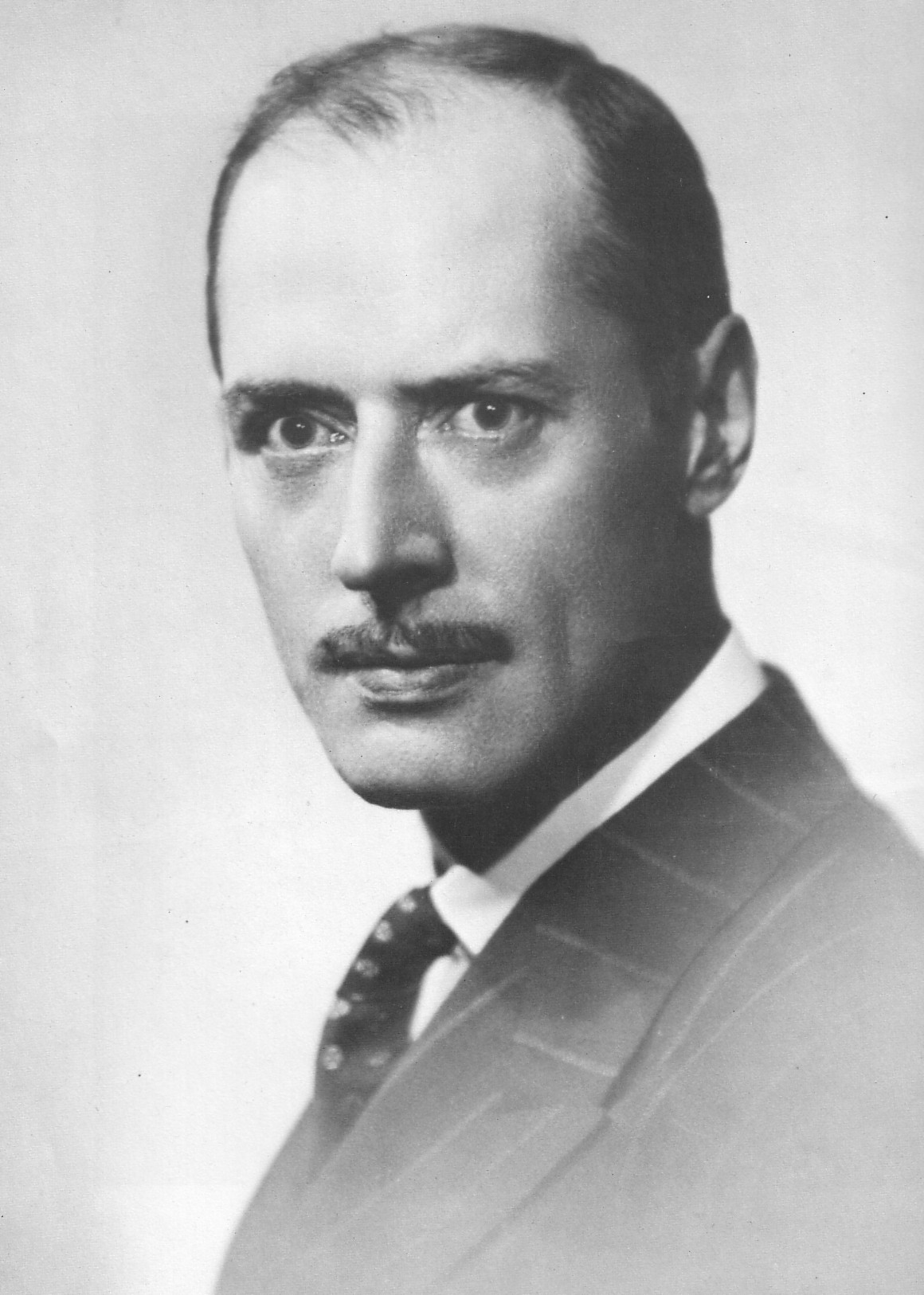
Adrien Arcand em 1933

Adrien Arcand (3 de outubro de 1899 – 1 de agosto de 1967) foi um jornalista de Montreal e um dos primeiros e mais influentes líderes fascista no Canadá. Foi editor de vários jornais antissemitas canadenses. Em 1934, criou o Partido Nacional Social Cristão, e em 1938 seu partido se fundiu com o Partido Nacionalista Canadense das províncias das Pradarias e com o Partido Nacionalista de Ontário. Arcand foi escolhido para ser o líder do novo Partido da Unidade Nacional do Canadá, entretanto, esse partido fascista de direita foi banido durante a Segunda Guerra Mundial sob os Regulamentos de Defesa do Canadá. Arcand foi preso e encarcerado durante toda a guerra. Após a queda da Alemanha Nazista, Arcand perdeu popularidade e influência, mas continuou promovendo o anticomunismo e o antissemitismo e ainda se autodenominava o "Führer Canadense" até sua morte.

### John Beattie
John Beattie (nascido em 1941) formou o Partido Nazista Canadense em 1965. Em 1966, George Lincoln Rockwell, fundador do Partido Nazista Americano, afirmou que Beattie estava “liderando um movimento tremendo e bem-sucedido.” Em 1967, o partido foi renomeado para Partido Nacional Socialista. Beattie liderou o partido por 13 anos, até que ele foi dissolvido. Após a dissolução do Partido Nazista Canadense, John Beattie tentou iniciar várias outras organizações neo-nazistas, mas nunca obteve sucesso real. Ele também foi testemunha nos julgamentos de Ernst Zündel no início do século XXI, e continuou a promover a supremacia branca, mas acabou ficando em segundo plano na cena neo-nazista.

### Don Andrews
Don Andrews (nascido em 1942 como Vilim Zlomislic) é um croata que nasceu durante a Segunda Guerra Mundial no que hoje é a Sérvia. Seu pai foi membro dos Partisans iugoslavos e foi morto lutando contra os nazistas na Iugoslávia ocupada, e sua mãe foi levada para a Alemanha onde, após a guerra, ela conheceu e casou-se com um canadense e mudou-se para Toronto. Eventualmente, ela encontrou seu filho através da Cruz Vermelha e, em 1952, Zlomislic foi trazido para o Canadá e renomeado para Donald Andrews. Andrews co-fundou uma organização de extrema-direita conhecida como a Sociedade Edmund Burke em 1967. Andrews tornou-se o principal líder do grupo e o transformou na abertamente racista Partido da Guarda Ocidental em 1972. Contudo, em 1975, Andrews foi proibido pelos tribunais de participar do Partido da Guarda Ocidental após ser condenado por conspirar para bombardejar uma equipe de futebol israelense. Como resultado, Andrews criou o Partido Nacionalista do Canadá. Além de liderar o Partido Nacionalista do Canadá, Don Andrews tem sido associado a outros neo-nazistas e atividades de extrema-direita por todo o Canadá. Um dos incidentes mais conhecidos envolvendo Andrews foi o complô para tomar a ilha de Dominica em 1979. Andrews inicialmente apoiou o plano de Mike Purdue e de Wolfgang Droege para derrubar o governo de Dominica em 1979. Posteriormente, ele retirou seu apoio ativo, mas ainda forneceu informações de contato de pessoas que poderiam ajudar. Como líder do Partido Nacionalista do Canadá, Andrews concorreu a cargos públicos várias vezes, incluindo a eleição para prefeito de Toronto em 2010.

### Wolfgang Droege
Wolfgang Droege (25 de setembro de 1949 – 13 de abril de 2005) foi um líder neo-nazista do Canadá. Nascido na Alemanha, foi criado por pais e avós que haviam sido apoiadores do Partido Nazista. No início dos anos 1970, Droege mudou-se para o Canadá. Rapidamente, afilou-se à política de extrema-direita e ingressou no Partido da Guarda Ocidental no início dos anos 1970, mas saiu para se juntar ao Partido Nacionalista do Canadá em 1975 e à Ku Klux Klan em 1976. Em 1981, Droege foi preso por conspirar para derrubar o governo da ilha caribenha de Dominica. Ele e outras nove pessoas planejaram ajudar Patrick John, o ex-primeiro-ministro, a reassumir o poder em troca da permissão de usar a ilha como base para o tráfico de drogas e para a supremacia branca. Após passar três anos na prisão, Droege continuou promovendo o neo-nazismo e o tráfico de drogas. Em 1985, Droege foi condenado a treze anos de prisão no Alabama por posse de cocaína e armas, mas cumpriu apenas quatro anos antes de retornar ao Canadá em abril de 1989. Cansado do Partido Nacionalista do Canadá e da falta de expansão do grupo, Droege decidiu formar sua própria organização neo-nazista. Mais tarde naquele ano, ele estabeleceu uma organização conhecida como Frente do Patrimônio. Entretanto, com o desenvolvimento da internet e o surgimento da era da informação, a participação de Droege no Frente do Patrimônio diminuiu, enquanto ele redirecionava seu foco para o tráfico ilícito de drogas. Em 13 de abril de 2005, Droege foi encontrado morto em seu apartamento. Embora inicialmente se presumisse que seu assassinato tivesse sido causado por seu envolvimento em um triângulo amoroso, agora é aceito que seu assassino foi um usuário paranoico e delirante de drogas que se voltou contra ele.

### George Burdi
George Burdi nasceu em 1970 em Toronto. Foi criado por pais cristãos e começou a desenvolver tendências racistas aos 18 anos, para conquistar a aprovação do pai de sua namorada. Embora seus pais desaprovassem, Burdi continuou estudando literatura neo-nazista e, em seu primeiro ano na faculdade, conheceu Ernst Zündel, o homem que o apresentou à Igreja Mundial do Criador. Em 1989, Burdi fundou a banda RaHoWa e se apresentou em shows ocasionais que geralmente terminavam em tumultos. Em 1993, George Burdi fundou a Resistance Records, o principal distribuidor de música skinhead. Por um período, Burdi liderou a filial de Toronto da Igreja do Criador e continuou se apresentando e vendendo música skinhead. Em 1995, Burdi foi condenado por agressão e sentenciado a um ano de prisão. Após um mês, ele foi libertado, somente para ter sua condenação mantida novamente em 1997.
Durante seu período de reclusão, Burdi decidiu que não queria mais nada a ver com a supremacia branca e, após ser liberado de sua pena de um ano, sua participação no movimento neo-nazista chegou ao fim; ele se desvinculou de sua antiga vida e repudiou o racismo. Em entrevista à Intelligence Report, Burdi afirmou: “O racismo está errado porque ... devo provavelmente dizer que o ódio está errado, a raiva está errada. O ódio e a raiva estão errados porque consomem o que há de bom em você. Eles sufocam sua capacidade de apreciar o amor e a paz.” Posteriormente, Burdi passou a se apresentar em uma banda multicultural, enquanto sua antiga música continua como uma expressão do movimento neo-nazista no Canadá. No final da década de 2010, Burdi voltou a se apresentar com o RaHoWa; a professora de ciência política da Universidade Estadual de Appalachian, Nancy S. Love, autora de Trendy Fascism, comentou, durante entrevista de 2018 ao The Financial Times, que, depois de ter ficado "silencioso por quase 20 anos", ressurgiu em 2017, encorajado pela presidência Trump e também pela virada à direita na Europa.

### Ernst Zündel

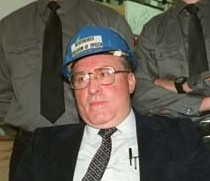
Ernst Zündel em 1992

Ernst Zündel (24 de abril de 1939 – 5 de agosto de 2017) nasceu na Alemanha em 1939. Aos 19 anos, mudou-se para o Canadá, onde trabalhou como fotógrafo e artista. Rapidamente, tornou-se o principal propagandista de negação do Holocausto no Canadá. No final da década de 1970, passou a utilizar a Samisdat Publishers para produzir e distribuir propaganda nazista e neo-nazista. Consecutivamente, processos judiciais ocorreram e Zündel foi condenado a cumprir 15 meses de prisão por publicar mentiras sobre o Holocausto. A publicidade fez com que Zündel se tornasse uma figura ainda mais influente entre as organizações neo-nazistas, e ele usou sua recém-adquirida influência para impulsionar os movimentos de supremacia branca. Zündel solicitou a cidadania canadense duas vezes. Durante sua segunda tentativa, em 1994, seguiu uma longa série de audiências e processos judiciais, mas ele nunca recebeu a cidadania canadense. Em 2001, Zündel mudou-se para os Estados Unidos, mas foi deportado de volta para o Canadá por violações de visto em 2003. Pouco depois, foi deportado para a Alemanha em 2005, onde foi detido e preso por incitar o ódio racial. Liberado da prisão em 1º de março de 2010, Ernst Zündel foi lembrado de que não era bem-vindo no Canadá e acredita-se que esteja vivendo com parentes em Bad Wildbad, Alemanha. Ele morreu na Alemanha em 2017.

### Tom Metzger
Tom Metzger nasceu em Warsaw, Indiana, em 1938. Em sua pequena cidade, vivia praticamente sem contato com outras raças. Após se formar no ensino médio, Metzger foi convocado para o exército dos EUA e rapidamente se tornou cabo. Depois de cumprir seu período de serviço, Metzger mudou-se para a Califórnia, onde se associou a várias organizações supremacistas brancas. A ambição e a vontade de liderar de Metzger o deixaram desencantado com essas organizações, e ele acabou fundando sua própria organização neo-nazista, conhecida como White Aryan Resistance. Além de promover o neo-nazismo, Tom Metzger concorreu várias vezes ao cargo de senador dos Estados Unidos tanto como republicano quanto como democrata na década de 1980. A atenção da mídia impulsionou a popularidade de Metzger e o ajudou a se tornar um dos líderes neo-nazistas mais influentes do mundo. Forte apoiador do Frente do Patrimônio, Metzger viajou para o Canadá para discursar em comícios e promover o neo-nazismo juntamente com Wolfgang Droege e outros.

## Organizações

### Partido da Nova Constituição do Canadá
O Partido da Nova Constituição do Canadá é um grupo associado à supremacia branca, antissemitismo e autodenominado “antimarxista”, com sede em Toronto, liderado por James Sears. Ele não é registrado pela Elections Canada como partido político no Canadá e concentra suas atividades na disseminação do que alguns consideram ser discurso de ódio, por meio de seu site temático “Nacional Socialista” intitulado Your Ward News e vídeos no YouTube postados por Sears. O Partido da Nova Constituição do Canadá mantém laços estreitos com membros ou ex-membros do extinto grupo supremacista branco, o Frente do Patrimônio, como Gary Schipper.

### Partido Nacionalista do Canadá
O Partido Nacionalista do Canadá é um partido político não registrado, estabelecido em 1977 por Don Andrews. O partido se descreve como nacionalista branco e "realista racial", e é conhecido por suas publicações antissemitas e racistas. Muitos líderes neo-nazistas influentes, como Wolfgang Droege, se filiaram ao partido, mas após a formação do Frente do Patrimônio em 1989, a maioria de seus radicais se transferiu para o novo e promissor Frente do Patrimônio.

### Frente do Patrimônio

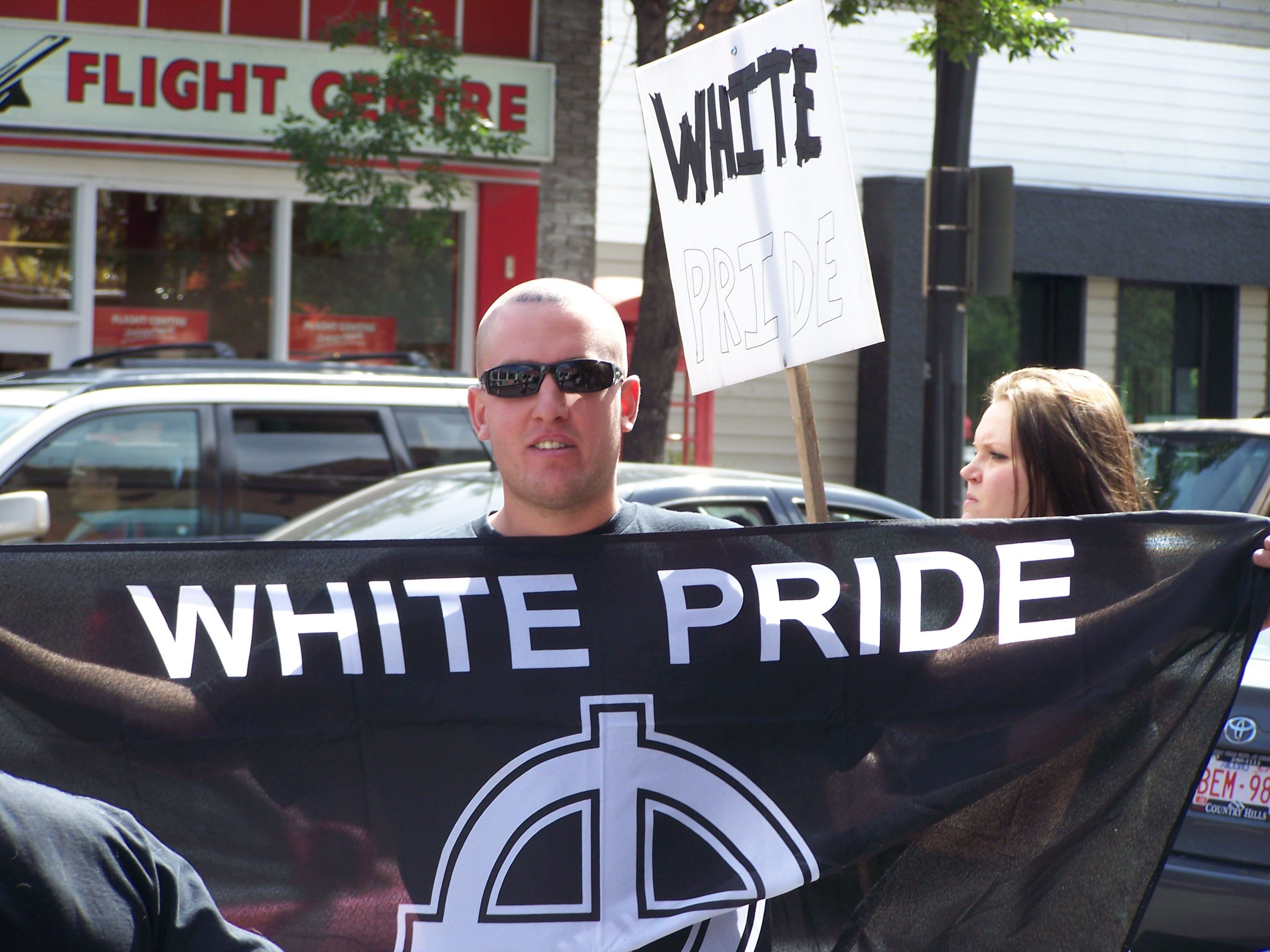
Membros do grupo neo-nazista com base em Alberta, Aryan Guard, realizam uma contra-manifestação em um comício antirracista. A imagem foi captada no canto sudoeste da Kensington Road com a 10 Street Northwest, em Calgary, Alberta, Canadá

O Frente do Patrimônio foi uma organização neo-nazista criada por Wolfgang Droege em 1989, em Toronto. Os líderes do movimento supremacista branco estavam “descontente com o estado da direita radical” e desejavam unir e intensificar os grupos desorganizados de supremacistas brancos em uma organização influente e eficiente, com objetivos comuns. Os planos para a organização começaram em setembro de 1989 e o Frente do Patrimônio foi formalmente anunciado alguns meses depois, em novembro.
Inicialmente, os líderes do Frente do Patrimônio planejaram aumentar sua influência e atrair apoiadores “suavizando sua mensagem racista para conquistar mais apoio”, mas um vídeo divulgado revelou uma organização militarista e radical, que isolava os moderados. O Frente do Patrimônio também tentou infiltrar-se e tomar o controle do Partido Reformista do Canadá. O complô foi descoberto e divulgado pela imprensa em 1992, e os membros do Frente do Patrimônio foram expulsos do partido.
Baseado na ideia supremacista branca de “despertar as pessoas para a realidade da raça”, os membros do Frente do Patrimônio se consideram revolucionários com o dever de criar uma nova sociedade racialmente pura. O Frente do Patrimônio é, primordialmente, uma organização ativista que organiza atividades supremacistas brancas. A seguinte citação do jornal Patterns of Prejudice descreve o funcionamento do Frente do Patrimônio:
“[Frente do Patrimônio] transmite mensagens opressivas em suas linhas de ódio. Ele entra em confronto físico com antirracistas nas ruas. Ele persegue pessoas de cor. Ele celebra festas Aryan junto com outros racistas. E, além disso, tem presença em conferências internacionais, cria e distribui cartazes e panfletos racistas, organiza concertos de White Power, recruta nos pátios escolares, convida oradores como Tom Metzger, se reúne com líderes nacionalistas e supremacistas brancos ao redor do mundo, faz rede com outros grupos da direita radical, publica uma revista e posta artigos e mensagens em seu site.”
Um dos principais objetivos do Frente do Patrimônio é unir organizações e indivíduos da extrema-direita. Por isso, mantém estreitos laços com outros grupos supremacistas brancos, como a Aryan Nations, a Igreja do Criador e a Ku Klux Klan.
Durante o início dos anos 1990, o Frente do Patrimônio cresceu em poder, mas com o escândalo envolvendo o partido reformista e um período de atividades e publicações reduzidas, o Frente passou por um período de reagrupamento e reorganização. No outono de 2000, sob nova liderança de Marc Lemire, o Frente do Patrimônio voltou a se fazer presente na supremacia branca no Canadá com uma campanha vigorosa de publicidade. Entretanto, a nova abordagem radical acabou isolando muitas pessoas, e, em 2005, o Frente do Patrimônio ficou inativo e foi dissolvido.

### Igreja do Criador
A Igreja do Criador, ou Criatividade, é uma religião fundada por Ben Klassen em 1973. A igreja ensina que a raça ariana é a raça escolhida e defende a Rahowa, ou Guerra Santa Racial, a ser travada contra judeus e outras raças. Embora a Criatividade seja uma religião, ela atua como uma organização política, promovendo e organizando eventos neo-nazistas e skinheads. No entanto, a Criatividade endossa manifestações legais e não violentas. No Canadá, o movimento Criatividade foi popularizado por George Burdi.